# OpenDesktop.org
OpenDesktop.org es una red social enfocada en la comunidad del Software Libre. Se centra en el intercambio de contenidos generados por los usuarios, cómo aplicaciones y diseños. OpenDesktop.org es una de las más grandes comunidades en línea y uno de los más grandes portales del Software Libre con más de 90 millones de visitas al mes. Alberga más de 100.000 contenidos generados por los usuarios y también es el lugar donde pueden comunicarse desarrolladores, artistas y usuarios.

## Historia
La primera página web del proyecto KDE-Look.org, fue iniciada por Frank Krlitsek.Poco tiempo después sitios similares, cómo GNOME se unieron al proyecto. Hoy en día, son más de 35 sitios los que están unidos a OpenDesktop.org. En 2007 quedó establecido el openDesktop.org como página de aglutinamiento para las comunidades de software que pueblan Internet como KDE-Look.org, KDE-Apps.org, GTK-Apps.org, GNOME-Look.org, etc. 
Hoy día openDesktop.org es un lugar de encuentro global para los desarrolladores de código abierto y los simpatizantes de Linux de diferentes países. Los sitios web son mantenidos por la comunidad 01 GmbH, con sede en Stuttgart, Alemania. Frank Karlitschek es el propietario mayoritario de la comunidad 01 GmbH.

## Características
Aplicaciones

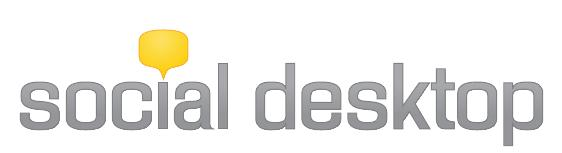
Logo oficial de la red

Cualquier persona puede descargar el contenido digital que aparece en el sitio, pero solo los usuarios registrados pueden subir contenido creado por ellos mismos. Algunos usuarios no pueden subir contenido, pero pueden opinar sobre el contenido ya subido y hacer preguntas.Si les interesa alguna aplicación u obra de arte pueden suscribirse a él e informarse sobre actualizaciones y nuevas versiones.
Personas y Grupos
Los usuarios pueden convertirse en amigos con otros usuarios o desarrolladores, creando grupos donde pueden conversar, intercambiar ideas y creencias y discutir sobre cambios en las aplicaciones.
Eventos
Todo usuario registrado puede poner en marcha eventos por ejemplo una charla sobre Software Libre. Cada evento es guardado en una base de datos para que otros usuarios puedan unirse al evento. 
Los usuarios registrados pueden ser invitados al evento.
Empleos
Desde marzo de 2009 es posible publicar y buscar ofertas de trabajo en OpenDesktop.org. Cualquier persona puede buscar ofertas de trabajo y publicar su curriculum vitae a la página.